# Station Coulsdon Town
Coulsdon Town is een spoorwegstation van National Rail in Croydon in Engeland. Het station is eigendom van Network Rail en wordt beheerd door Southern. Dit station was tot 22 mei 2011 bekend als Smitham.

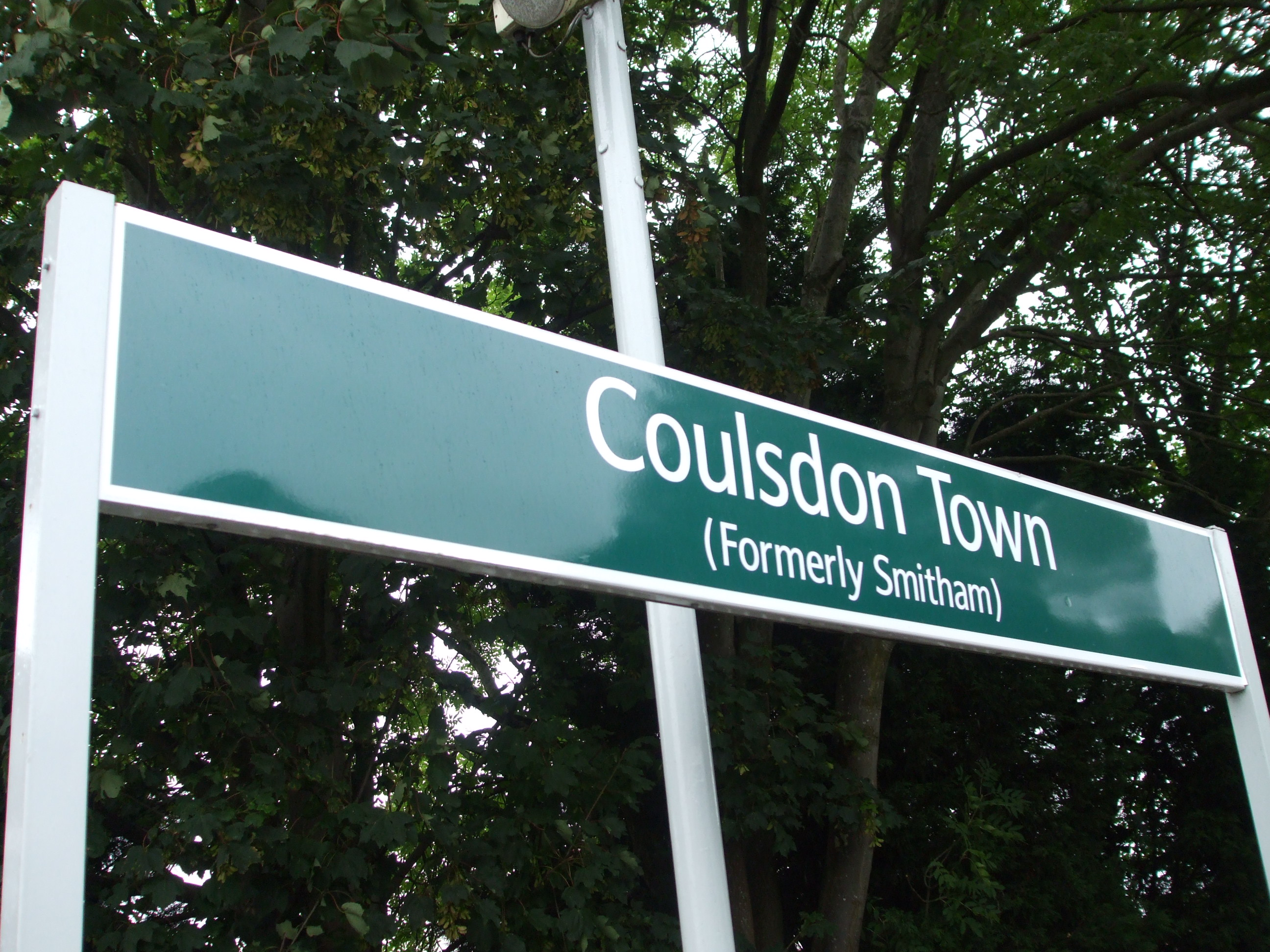
Oude en nieuwe namen van het spoorwegstation.